# Robert Dowling (giáo viên)
Ngài Robert Dowling (sinh năm 1940) là một giáo viên và hiệu trưởng người Vương quốc Liên hiệp Anh tại thành phố Birmingham, Anh.
Ông được biết đến vì đã đưa Học viện George Dixon phục hồi khỏi việc bị đóng cửa, và ông đã được phong tước Knight Bachelor trong dịp Birthday Honours 2002.  Năm 2005, ông được OFSTED tuyên dương vì những đóng góp của ông trong việc xử lý các vấn đề về tính dục và đạo đức trong trường học.
Ông từng là hiệu trưởng của trường St. Georges, ở Edgbaston, Birmingham, sau đó trở thành Chủ tịch hội đồng trường.